# Алконаба
Алконаба (шп. Alconaba) је општина у покрајини Сорија у аутономној заједници Кастиља и Леон, Шпанија.